# Гиляровский, Ипполит Иванович
Ипполи́т Ива́нович Гиляро́вский (6 (18) августа 1865, Ревель — 14 (27) июня 1905,
Тендровская коса) — капитан второго ранга Российского императорского флота, старший офицер броненосца «Князь Потёмкин-Таврический». Погиб во время попытки подавить восстание на броненосце.

## Биография
Родился в семье священника в городе Ревель Эстляндской губернии. Православный.
Службу на флоте начал в 1883 году. 29 сентября 1886 года произведён в мичманы, 5 апреля 1892 года — в лейтенанты. С 1899 года — артиллерийский офицер 1-го разряда. Флагманский артиллерийский офицер Штаба Командующего отдельным отрядом судов Балтийского моря, назначенных для испытаний 01 апреля 1900 года. С 14 апреля 1902 года — капитан-лейтенант. С 1 сентября 1903 по 1904 год исполнял должность старшего офицера крейсера «Громобой». 28 марта 1904 присвоено звание капитана 2-го ранга.
Старшим офицером броненосца «Потёмкин» был назначен 18 октября 1904 года. По свидетельским показаниям и воспоминаниям матросов «старшего офицера ненавидели за то, что он был не ровен в отношениях с командой и не реагировал на жалобы матросов на плохое питание». Получал по почте анонимные письма, содержащие революционные прокламации и предупреждения о готовящемся восстании на броненосце.
14 (27) июня 1905 года после отказа матросов от обеда командир броненосца объявил общий сбор. Старший офицер И. И. Гиляровский построил команду на юте для выявления зачинщиков бунта. Во время разбирательства вместе с вахтенным офицером прапорщиком Н. Я. Лавинцевым задержал около 30 замешкавшихся в строю матросов и приказал переписать их имена, вызвать на палубу вооружённый караул и принести брезент (цель, для которой старший офицер приказал принести брезент, навсегда останется неизвестной). Эти приказания восприняли как подготовку к расстрелу задержанных. Начался открытый бунт — с криками возмущения и призывами вооружаться матросы бросились в батарейную палубу, где находились пирамиды с винтовками.
И. И. Гиляровский попытался успокоить команду и помешать матросам вооружиться, но был силой выгнан из батарейной палубы — минно-машинный квартирмейстер А. Н. Матюшенко даже ударил старшего офицера винтовкой. Когда вооружившиеся матросы начали стрелять по офицерам и выбежали из батарейного помещения на палубу юта, И. И. Гиляровский выстрелил в атакующих из одной из винтовок караула и смертельно ранил бежавшего одним из первых унтер-офицера Г. Н. Вакуленчука. Одновременно по его приказанию в атакующих также стреляли начальник караула строевой квартирмейстер А. Я. Денчик и два матроса из состава караула. Чья пуля убила вожака восстания — не известно. В те же мгновенья в И. И. Гиляровского стреляли А. Н. Матюшенко и водолаз В. Ф. Попруга. Гиляровский был ранен, но его, лежащего на палубе и сыпавшего угрозами в адрес А. Н. Матюшенко, добили несколькими выстрелами. Тело старшего офицера выкинули за борт.
Труп И. И. Гиляровского был обнаружен в море транспортом «Гонец» в начале августа 1905 года.

## Семья
Имел трёх братьев, которые погибли в Ревеле на озере Юлемисте в один день. Памятник им до сих пор стоит на Александро-Невском кладбище в Таллине. Братья: Павел Иванович (25.01.1864—29.08.1891), гардемарин; Аристарх Иванович (27.09.1867—29.08.1891), кадет; Василий Иванович (22.01.1871—29.08.1891), кадет.
Был женат, имел дочь.

## В культуре
Персонаж фильма «Броненосец „Потёмкин“» и одноимённой оперы О. С. Чишко.